# مروك (مقاطعة دورود)
مروك (بالفارسية: مروک) هي قرية تقع في قسم سيلاخور الريفي (مقاطعة دورود) في إيران. يقدر عدد سكانها بـ 183 نسمة بحسب إحصاء 2016.